# Jaroslav Bugner
Jaroslav Bugner (* 7. November 1941) ist ein ehemaliger tschechoslowakischer Radrennfahrer und nationaler Meister im Radsport.

## Sportliche Laufbahn
Bugner war im Bahnradsport und im Straßenradsport aktiv. 1961 gewann er die nationale Meisterschaft im Mannschaftszeitfahren mit František Jursa, Vojtěch Pecina und Jaroslav Pešek, 1962 mit Jiří Daler, Vojtěch Pecina und Jaroslav Pešek. Er gewann 1964 eine Etappe in der Tunesien-Rundfahrt. In der Slowakei-Rundfahrt 1966 gewann er die 2. Etappe und wurde 5. der Gesamtwertung.
Mit der Nationalmannschaft bestritt Bugner das britische Milk Race (1962 45. Platz), die Jugoslawien-Rundfahrt (1966 ausgeschieden) und die Österreich-Rundfahrt (1967 35. Platz).
1960 gewann er die nationale Meisterschaft in der Mannschaftsverfolgung. 1962 holte er den Titel erneut mit seinem Team. 1964 gewann er das Sechstagerennen der Amateure von Brno mit Josef Kratina als Partner. Er startete für den Verein Dukla Brno.